# Бляч
Бляч (на албански: Blaç, на сръбски: Бљач) е село в община Драгаш (Шар), Призренски окръг, Косово. Населението възлиза на 1455 жители според преброяването от 2011 г.

## География
Бляч се намира в географския район Ополе, който през 2000 година е обединен административно с Гора в единната община Драгаш. Селото се намира на около 13 километра североизточно от Драгаш (Шар) и на около 15 километра южно от град Призрен. Разположено в северозападното подножие на Шар.

## История
Според Стефан Младенов в 1916 година Биляч е албанско село.
Преброяването от 2011 година регистрира всичките 1455 жители като албанци.